# عقد 20
عقد 20 هو عقد امتد بين 1 يناير 20 و31 ديسمبر 29 بحسب التقويم الميلادي. سبقه عقد 10 ولحقه عقد 30.

## مواليد
- جايوس يوليوس سفيلايس (025)
- كيميكو كوياما (027)
- بترونيوس (027)
- أغريباس الثاني (028)
- بلينيوس الأكبر (023)
- غايوس موسونيوس روفوس (025)

## وفيات
- وانغ مانغ (023)
- يوبا الثاني (023)
- سترابو (023)
- أرمينيوس (021)
- كيرينيوس (021)
- ليفيا دروسيلا (029)
- تاكفاريناس (024)

## كتب
- Yves Denis Papin (1998). Chronologie de l'histoire ancienne. Lieu de publication non identifié: Éditions Jean-paul Gisserot. ISBN:2-87747-346-5. OCLC:40746926. مؤرشف من الأصل في 2022-03-16.
- موسوعة حضارة العالم (2002) لأحمد محمد عوف.

## روابط خارجية
- تصفح سنة بسنة عقد 20 على موقع onthisday.com
- تصفح سنة بسنة عقد 20 ابتداءً من سنة عقد 20 على موقع المكتبة الوطنية الفرنسية